# شعار أرمينيا
اعتُمد شعار أرمينيا في 19 أبريل 1992، ويتكون من (الترس) و(الأسد والعقاب) و(العناصر الخمس الهامة).

## الترس
يتكون من خمس أقسام:
- القسم الأوسط يظهر جبل أرارات وفوقه فلك النبي نوح ويعتبر أرارات رمزاً وطنياً لأرمينيا.

الأقسام الأربع الأخرى هي رموز الممالك الأربع القديمة في أرمينيا وهي:
- أسفل اليسار: رمز العقبان الخاص بمملكة أرتكاسية.
- أعلى اليسار: رمز الأسد مع الصليب الخاص بمملكة باغراتوني.
- أعلى اليمين: رمز العقاب ذو الرأسين الخاص بمملكة أرشاكوني.
- أسفل اليمين: رمز الأسد مع الصليب الخاص بمملكة روبنيد.

## الأسد والعقاب
العقاب يحمل الترس في اليسار والأسد في اليمين وهما كذلك رموز الممالك المذكورة أعلاه.
و سبب اختيارهما أنهما يمثلان القوة والشجاعة والصبر والحكمة والشهامة.

## العناصر الخمس الهامة
- السيف: يمثل قوة وشدة الشعب كاسراً أغلال الاضطهاد.
- الأغلال المكسورة: تمثل اجتهاد الشعب للحصول على الحرية والاستقلال.
- سنبلة القمح: تمثل طبيعة العمل باجتهاد عند الشعب الأرميني.
- الريشة: تمثل التراث الفكري والثقافي للشعب الأرميني.
- الشريط: يمثل ألوان علم أرمينيا.